# Håkon Christie

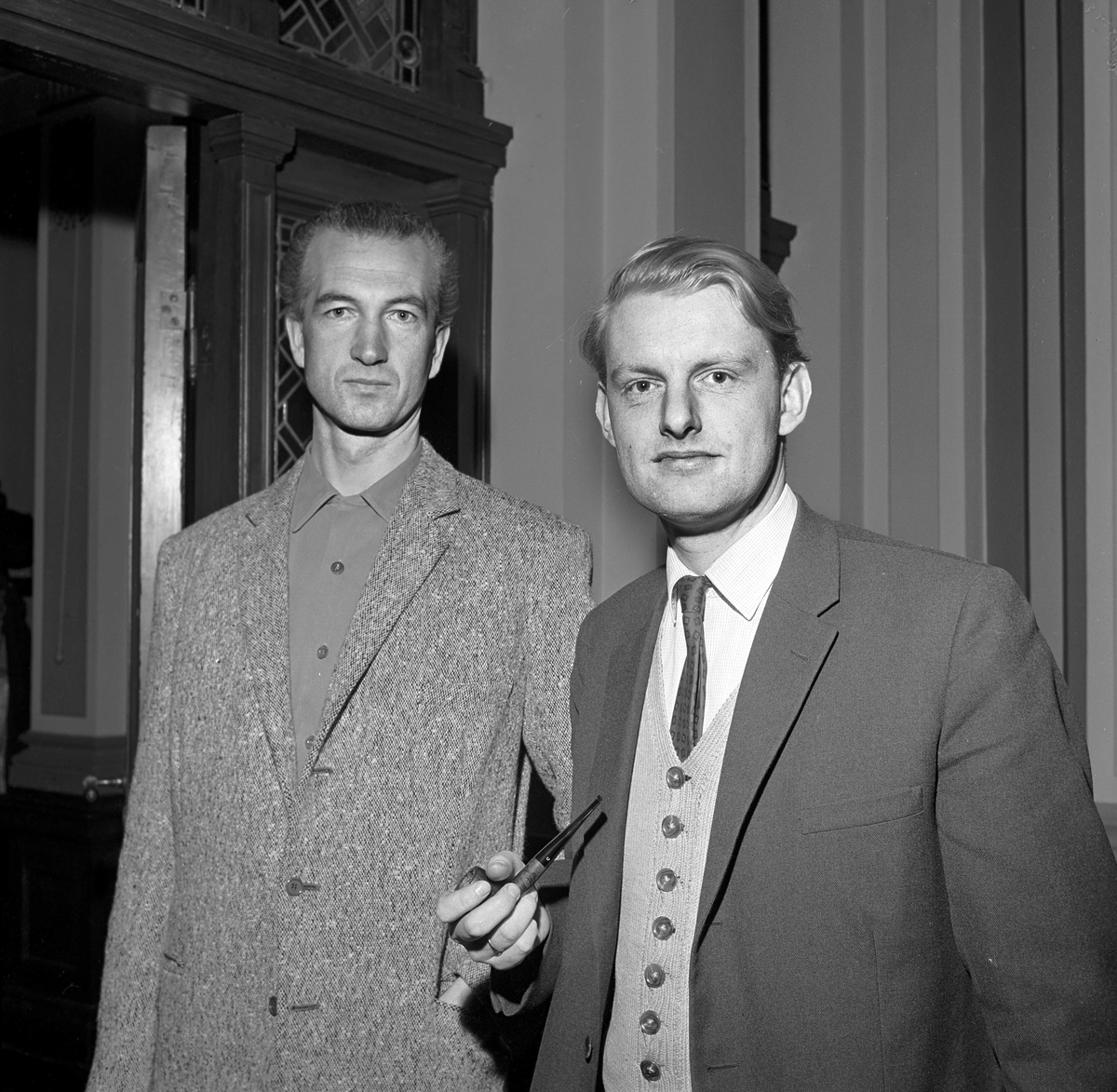
Håkon de la izquierda, e director del museo danés Olaf H. Olsen (1928–) de la derecha

Håkon Christie (Nannestad, 30 de agosto de 1932 - Oslo, 14 de diciembre de 2010) fue un arquitecto noruego especialista en la historia de la arquitectura religiosa y miembro de la Academia Noruega de Ciencias y Letras.
Nació en la casa pastoral de Holter, en el municipio de Nannestad, Akershus. Su padre, Hartvig Caspar Christie, un pastor luterano, llegó a ser miembro del Storting por el Partido Conservador. Su madre, Elisabeth Theodora Stabell, escribió una obra en cuatro volúmenes titulada "La vida en la casa pastoral".
En 1949 Håkon Christie se tituló de arquitecto en la Escuela Técnica Superior de Trondheim (actualmente fusionada con la Universidad Noruega de Ciencia y Tecnología), con una tesis sobre restauración.
Desde la edad de 20 años trabajó con la conservación del patrimonio histórico. Fue discípulo de Gerhard Fischer en los trabajos de investigación que este realizó en la catedral de Nidaros y en la fortaleza de Bergenhus.
En 1949 se casó con Sigrid Christie, con la que trabajó conjuntamente en la preservación del patrimonio cultural noruego y en la redacción de su libro "Iglesias noruegas". Fue un pionero en la investigación de las stavkirke noruegas y escribió una serie de libros sobre ese tema. 
También de gran valor fueron sus dibujos sobre la arquitectura de las stavkirke. Christie otorgó su permiso a Wikipedia para la difusión de sus dibujos y planos.

## Selección de obras
- Middelalderen bygger i tre («Edificios medievales en madera»). 1974.
- Stavkirkene – Arkitektur («Las stavkirke – Arquitectura»). 1981.
- Stavkirkeforskningen («Investigación de las stavkirke»). 1981.

- Datos: Q1776954
- Multimedia: Håkon Christie / Q1776954